# Opopanax glabrum
Opopanax glabrum är en flockblommig växtart som beskrevs av Johann Jakob Bernhardi. Opopanax glabrum ingår i släktet Opopanax och familjen flockblommiga växter. Inga underarter finns listade i Catalogue of Life.